# The Nighttrain
The Nighttrain is een nummer van de Spaanse danceact Kadoc uit 1996.
Het nummer, waarin enkel de tekst "All abord? The nighttrain!" voorkomt, werd in een aantal Europese landen een (dans)hit. In het Verenigd Koninkrijk behaalde het de 14e positie. In de Nederlandse Top 40 was het nummer met een 9e positie zeer succesvol. In de Vlaamse Ultratop 50 haalde "The Nighttrain" een bescheiden 25e positie.